# José Ribeiro Faria e Silva
José Ribeiro Faria e Silva, mais conhecido por Dr. Faria e Silva (Alviobeira, 1855 - Lagos, 10 de Setembro de 1932), foi um médico português.

## Biografia
Nasceu na localidade de Alviobeira, no Concelho de Tomar, filho de Leopoldina Inácia e Joaquim Pedro da Silva, e irmão de Bernardo Faria e Silva.
Antes de terminar o doutoramento, veio para Lagos, junto com António Guerreiro Tello, para auxiliar a população durante uma epidemia de Pneumónica. Nos primeiros anos do século XX, estabeleceu-se como médico privado nesta cidade, possuindo um consultório na Rua da Ermida, onde também residia. Ocupou os postos de facultativo municipal e sub-inspector de saúde.
Após a passagem à reforma, ainda exerceu como delegado de saúde em Lagos e na Vila do Bispo.
Faleceu no dia 10 de Setembro de 1932, na sua habitação em Lagos.

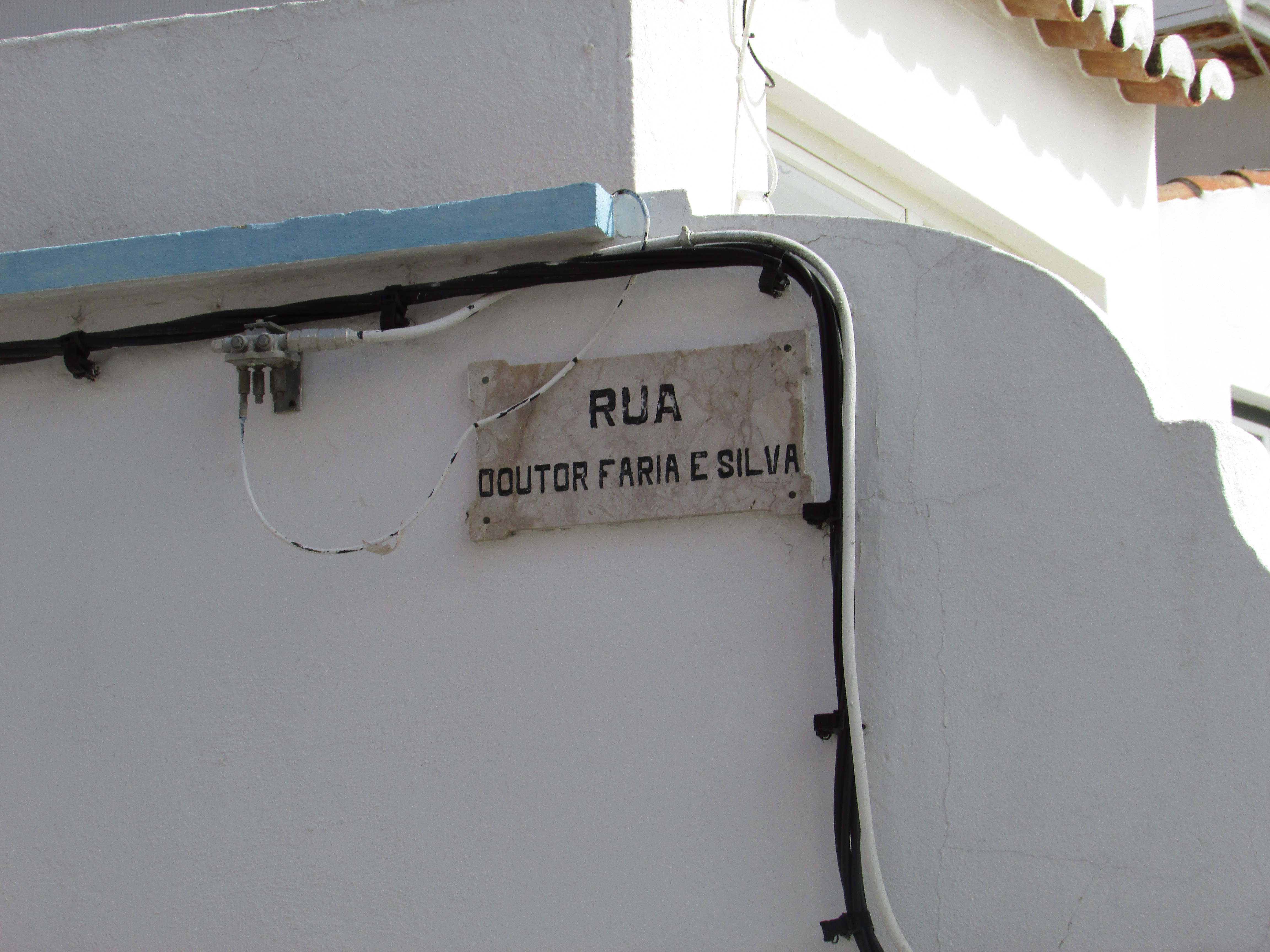
Placa na Rua Doutor Faria e Silva, em Lagos.

## Homenagens
Após a sua morte, a Câmara Municipal de Lagos colocou o seu nome na antiga Rua da Ermida, na Freguesia de São Sebastião.